# Culicoides rageaui
Culicoides rageaui är en tvåvingeart som beskrevs av Vattier och Adam 1966. Culicoides rageaui ingår i släktet Culicoides och familjen svidknott. Inga underarter finns listade i Catalogue of Life.